# Medeski, Martin & Wood
Medeski, Martin & Wood je americké jazzové trio, jehož členy jsou John Medeski (klávesové nástroje), Billy Martin (bicí) a Chris Wood (baskytara, kontrabas). Skupina vznikla v roce 1991 v Brooklynu. Mimo koncertování a nahrávání v triu se ke skupině občas přidal i kytarista John Scofield. V roce 2008 trio nahrálo skladby skladatele Johna Zorna a vydala je na albu Zaebos: Book of Angels Volume 11.